# Blaesoxipha tenebrionis
Blaesoxipha tenebrionis är en tvåvingeart som beskrevs av Kolomiets 1971. Blaesoxipha tenebrionis ingår i släktet Blaesoxipha och familjen köttflugor. Inga underarter finns listade i Catalogue of Life.